# Mason Crosby
Mason Walker Crosby (født 3. september 1984 i Lubbock, Texas, USA) er en amerikansk footballspiller, der spiller i NFL som place kicker for Green Bay Packers. Crosby kom ind i ligaen i 2007 og har ikke spillet for andre klubber end Packers.
Crosby var i 2011 med til at vinde Super Bowl XLV med Packers.

## Klubber
- 2007-: Green Bay Packers